# Saint-Pierre-sur-Dropt
Saint-Pierre-sur-Dropt – miejscowość i gmina we Francji, w regionie Nowa Akwitania, w departamencie Lot i Garonna.
Według danych na rok 1990 gminę zamieszkiwały 244 osoby, a gęstość zaludnienia wynosiła 30 osób/km² (wśród 2290 gmin Akwitanii Saint-Pierre-sur-Dropt plasuje się na 934. miejscu pod względem liczby ludności, natomiast pod względem powierzchni na miejscu 1196.).